# Hornsviken
Der Hornsviken (auch Hornssjön) ist der einzige größere See auf der schwedischen Ostseeinsel Öland.

## Ökologie
Der im Norden der Insel nordwestlich von Löttorp gelegene See ist von Wäldern umgeben. Neben Erlen dominieren vor allem Eichen und auch Kiefern. Im nördlichen Teil des Sees liegen einige kleinere unbewohnte, von Bäumen und Büschen bestandene Inseln.
Am Nordufer des Sees gibt es größere Schilfgebiete. Das flache Ostufer ist sandig. Auf dem Seegrund wachsen Armleuchteralgen. Zehn Fischarten sind im See heimisch. Reiher, Raubseeschwalben, Fischadler, Flussuferläufer, Rohrweihen, Schellenten und Haubentaucher sind hier anzutreffende Vogelarten.
In den den See umgebenden Sümpfen leben Springfrösche. Der Westteil des Sees gehört zum Naturschutzgebiet Horns Kungsgård, in dem zwölf der achtzehn in Schweden heimischen Fledermausarten zu finden sind. Neben der Mopsfledermaus wird auch die Rauhautfledermaus und die Teichfledermaus beobachtet.

## Geschichte
In den Jahren 1905 bis 1909 wurde der Wasserstand des Sees künstlich um einen Meter gesenkt. Im südlichen Teil des Sees befindliche Moorböden wurden dann landwirtschaftlich genutzt. Durch den geringeren Wasserstand wurden jedoch auch größere Mengen Sand frei, die am Nordostufer Dünen bildeten. Durch den Eingriff gingen der Fischbestand des Sees und der Artenreichtum der Vogelfauna deutlich zurück.